# Cherax parvus
Cherax parvus е вид десетоного от семейство Parastacidae.

## Разпространение и местообитание
Видът е разпространен в Австралия.
Обитава пясъчните дъна на сладководни басейни, морета и реки.